# Udo Voigt
Udo Voigt, född 14 april 1952 i Viersen, Nordrhein-Westfalen, död 17 juli 2025, var en tysk politiker. Han var partiledare för Tysklands nationaldemokratiska parti (NPD) från 1996 till 2011. Från 2014 till 2019 var han ledamot i europaparlamentet.